# Дуб Тамме-Лаури
Дуб Тамме-Лаури (эст. Tamme-Lauri tamm) — самый крупный дуб, произрастающий на территории Эстонии. Дуб растёт на земле одноимённого хутора Тамме-Лаури, в волости Урвасте уезда Вырумаа.
Высота дерева от поверхности земли составляет 17 метров, а обхват ствола равен 8 метрам.. Возраст насчитывает порядка 7 веков. Согласно проведённым исследованиям, было выяснено, что дерево начало расти в 1326 году..
Дуб Тамме-Лаури был изображён на обратной стороне 10-кроновой купюры.
Дерево было взято под охрану как природоохранный объект республики 30 июня 1939 года.
- Основание ствола
- Дуб Тамме-Лаури на оборотной стороне 10 кроновой купюры